# Sidorekso
Sidorekso is een bestuurslaag in het regentschap Kudus van de provincie Midden-Java, Indonesië. Sidorekso telt 5863 inwoners (volkstelling 2010).